# 1717 în literatură
Anul 1717 în literatură a implicat o serie de evenimente și cărți noi semnificative.  